# ستيفان ستويانوفيتش
ستيفان ستويانوفيتش (9 فبراير 1997 في صربيا - ) هو لاعب كرة قدم صربي في مركز حراسة المرمى.

## وصلات خارجية
- ستيفان ستويانوفيتش على موقع قاعدة بيانات كرة القدم.إي يو (الإنجليزية)
- ستيفان ستويانوفيتش على موقع Soccerway.com (الإنجليزية)